# کاره‌ناژ
کاره‌ناژ (به فرانسوی: Carénage) یک منطقهٔ مسکونی در فرانسه است که در سن بارتلمی در کارائیب واقع شده‌است.